# Corail (arrondissement)
Corail (em crioulo, Koray), é um arrondissement do Haiti, situado no departamento do Grande Enseada. De acordo com o censo de 2003, Corail tem uma população total de 99.456 habitantes.

## Comunas
O arrondissement de Corail é composto por 4 comunas.
- Beaumont
- Corail
- Pestel
- Roseaux